# AZS II Olsztyn
AZS UWM Olsztyn II – polska męska drużyna siatkarska z Olsztyna. Jest to druga drużyna plusligowego klubu AZS Olsztyn, występuje w II lidze.